# Temporada 1965 del fútbol chileno
La Temporada 1965 del fútbol chileno abarca todas las actividades relativas a campeonatos de fútbol profesional, nacionales e internacionales, disputados por clubes chilenos, y por las selecciones nacionales de este país, en sus diversas categorías, durante el año 1965.

## Torneos locales

### Primera División

#### Tabla final
| Pos | Equipo               | PJ | PG | PE | PP | GF | GC | Dif | Pts |
| --- | -------------------- | -- | -- | -- | -- | -- | -- | --- | --- |
| 1   | Universidad de Chile | 34 | 25 | 7  | 2  | 86 | 36 | 50  | 57  |
| 2   | Universidad Católica | 34 | 21 | 9  | 4  | 71 | 39 | 32  | 51  |
| 3   | Rangers              | 34 | 18 | 8  | 8  | 76 | 63 | 13  | 44  |
| 4   | Palestino            | 34 | 16 | 11 | 7  | 70 | 42 | 28  | 43  |
| 5   | Everton              | 34 | 17 | 7  | 10 | 76 | 52 | 24  | 41  |
| 6   | Green Cross-Temuco   | 34 | 14 | 7  | 13 | 51 | 46 | 5   | 35  |
| 7   | Colo-Colo            | 34 | 11 | 12 | 11 | 65 | 55 | 10  | 34  |
| 8   | Audax Italiano       | 34 | 12 | 10 | 12 | 43 | 39 | 4   | 34  |
| 9   | Deportes La Serena   | 34 | 12 | 10 | 12 | 57 | 59 | -2  | 34  |
| 10  | Santiago Wanderers   | 34 | 13 | 7  | 14 | 55 | 54 | 1   | 33  |
| 11  | O'Higgins            | 34 | 11 | 11 | 12 | 49 | 53 | -4  | 33  |
| 12  | Unión Española       | 34 | 12 | 7  | 15 | 74 | 66 | 8   | 31  |
| 13  | Magallanes           | 34 | 11 | 9  | 14 | 41 | 57 | -16 | 31  |
| 14  | Unión San Felipe     | 34 | 13 | 3  | 18 | 59 | 86 | -27 | 29  |
| 15  | Santiago Morning     | 34 | 4  | 18 | 12 | 43 | 59 | -16 | 26  |
| 16  | San Luis de Quillota | 34 | 5  | 13 | 16 | 46 | 67 | -21 | 23  |
| 17  | Unión La Calera      | 34 | 8  | 7  | 19 | 41 | 73 | -32 | 23  |
| 18  | Coquimbo Unido       | 34 | 1  | 8  | 25 | 24 | 81 | -57 | 10  |

PJ=Partidos jugados; PG=Partidos ganados; PE=Partidos empatados; PP=Partidos perdidos; GF=Goles a favor; GC=Goles en contra; Dif=Diferencia de gol; Pts=Puntos
|  | Campeón. Clasifica a Copa Libertadores 1966. |
|  | Clasifica a Copa Libertadores 1966.          |
|  | Desciende a Segunda División                 |

#### Campeón
|                              |
| Campeón Universidad de Chile |
| 5.° título                   |
|                              |

### Segunda División

#### Tabla final
| Pos | Equipo                | PJ | PG | PE | PP | GF | GC | Dif | Pts |
| --- | --------------------- | -- | -- | -- | -- | -- | -- | --- | --- |
| 1   | Ferrobádminton        | 36 | 17 | 15 | 4  | 57 | 30 | 27  | 49  |
| 2   | Huachipato            | 36 | 17 | 12 | 7  | 52 | 31 | 21  | 46  |
| 3   | Colchagua             | 36 | 15 | 11 | 10 | 66 | 51 | 15  | 41  |
| 4   | Municipal de Santiago | 36 | 14 | 10 | 12 | 50 | 45 | 5   | 38  |
| 5   | Luis Cruz Martínez    | 36 | 13 | 11 | 12 | 59 | 48 | 11  | 37  |
| 6   | Ñublense              | 36 | 12 | 13 | 11 | 50 | 51 | -1  | 37  |
| 7   | San Antonio Unido     | 36 | 13 | 11 | 12 | 48 | 51 | -3  | 37  |
| 8   | Trasandino            | 36 | 14 | 8  | 14 | 44 | 48 | -4  | 36  |
| 9   | Deportes Ovalle       | 36 | 11 | 13 | 12 | 43 | 41 | 2   | 35  |
| 10  | Lister Rossel         | 36 | 12 | 11 | 13 | 63 | 61 | 2   | 35  |
| 11  | San Bernardo Central  | 36 | 7  | 16 | 13 | 36 | 47 | -11 | 30  |
| 12  | Universidad Técnica   | 36 | 7  | 10 | 19 | 42 | 68 | -26 | 24  |
| 13  | Iberia-Puente Alto    | 36 | 6  | 11 | 19 | 38 | 76 | -38 | 23  |

PJ=Partidos jugados; PG=Partidos ganados; PE=Partidos empatados; PP=Partidos perdidos; GF=Goles a favor; GC=Goles en contra; Dif=Diferencia de gol; Pts=Puntos
|  | Campeón. Asciende a Primera División |
|  | Descenso suspendido                  |

#### Campeón
| Campeón Ferrobádminton Asciende a Primera División |

## Nota
1. ↑  A pesar de que el último equipo ubicado en la tabla final descendía a su asociación de origen, Iberia no descendió debido a que la ACF reconoció a la Segunda División como la asociación de origen de Iberia. Este reconocimiento se debió a la fusión hecha el año anterior entre el club y Fatucén de Puente Alto.